# Planaphrodes nigritus
Planaphrodes nigritus är en insektsart som beskrevs av Carl Ludwig Kirschbaum 1868. Planaphrodes nigritus ingår i släktet Planaphrodes och familjen dvärgstritar. Arten är reproducerande i Sverige. Inga underarter finns listade i Catalogue of Life.